# Bactrocera nigrescentis
Bactrocera nigrescentis
 es una especie de insecto díptero que Drew describió científicamente por primera vez en 1971. Esta especie pertenece al género Bactrocera de la familia Tephritidae.  